# Requiem per un commissario di polizia
Requiem per un commissario di polizia (Un officier de police sans importance) è un film del 1973 diretto da Jean Larriaga.